# Mária Lebstück
Mária Lebstück (Zagreb, 15. kolovoza 1830. – Nova Pešta (mađarski: Újpest), 30. svibnja 1892.) borac za slobodu u Mađarskoj, natporučnica mađarskog domobranstva.
Rođena je u bogatoj obitelji Michaela Lebstücka, trgovca njemačkog podrijetla nastanjen u Zagrebu. Od 13. godine živjela je u stričevoj kući u Beču. Za vrijeme ožujske bečke revolucije 1848. godine pristupila je sveučilišnoj legiji odjevena kao muškarac i borila se u trupi pravnika pod imenom Karl Lebstück. Kasnije je pobjegla u Mađarsku i priključila Njemačkoj legiji te potom tirolskim lovcima. (Te trupe su bile postavljene iz redova austrijskih i njemačkih izbjeglica te stanovnika Mađarske njemačke nacionalnosti koji su se opredijelili za mađarsku nacionalnu stvar).
Pored mnogih ostalih bitaka sudjelovala je u bitci kod Braniskog klanca (na graničnom području današnje Poljske i Slovačke), u bitci kod Kápolne (u sjevernoj Mađarskoj) te u borbama kojim je Budim vraćen Mađarima. Kod Kápolne ona je čak i ranjena (zadobila ogrebotinu od metka na glavi). Stupila je u 9. husarsku pukovniju "Miklós" (Nikola) već kao poručnica.
Zbog njene značajne uloge u isporuci baruta za opkoljeno Komárno (današnje Komárno u Slovačkoj) promaknuta je u čin natporučnice.
U srpnju 1849. udala se za bojnika topništva Józsefa Jónáka kojeg je upoznala tijekom opsade Budima u svibnju. Čak je i njihov brak skopljen na bojištu.
Poslije poraza mađarske borbe za slobodu tamnovala je šest mjeseci u aradskoj tvrđavi. Ondje je rodila sina Pála Jónáka. Nakon posredovanja svojih rođaka ona je puštena na slobodu, ali protjerana iz Mađarske. Njen muž je uskoro umro u zatočeništvu (carski vojni sud mu je izrekao presudu od 16 godina tvrđavskog zatvora). Udovica je od 1850. živjela sa svojim sinom u Hrvatskoj. Nakon tri godine preselila se u Ður (mađarski: Győr) te ponovo udala, ovaj put za slikara Gyulu Paschea, bivšeg poručnika tirolskih lovaca. Pasche je umro 1870. Mária je nakon njegove smrti živjela u velikoj bijedi radeći kao pralja.
U 1880. preselila se kod svoga sina soboslikara, na broj Csokonai utca 4. u Novoj Pešti (Újpest; danas dio Budimpešte).
Njezin grob nalazi se u Budimpešti, na groblju u ulici Megyeri. Na zid kuće gdje je ona preminula stavljena je spomen-ploča 15. ožujka 1935., na spomendan izbijanja peštanske revolucije. Njeno ime nosi ulica u središtu Nove Pešte (IV. okrug).
Lik Márije Lebstück je ovjekovječen operetom Natporučnik Mária mađarskog skladatelja Jenőa Huszke u 1942. (pisac scenarija: László Szilágyi).